# Twierdzenie Craiga
Twierdzenie Craiga – twierdzenie logiki, a w szczególności rachunku predykatów pierwszego rzędu. Udowodnione przez Williama Craiga, amerykańskiego logika.

## Definicje
Interpolantem nazwiemy taką formułę {\displaystyle Z,} że {\displaystyle X\implies Z} i {\displaystyle Z\implies Y} są tautologiami, zaś w {\displaystyle Z} nie występuje żadna relacja ani symbol funkcyjny (w tym stała), która nie występuje jednocześnie w {\displaystyle X} i {\displaystyle Y.}

## Teza
Dla każdego zdania rachunku predykatów pierwszego rzędu postaci {\displaystyle X\implies Y} będącego tautologią istnieje interpolant.

## Przykład
Niech {\displaystyle X=p(g(x))\land q(f(x)),} a {\displaystyle Y=q(f(x))\lor r(h(y,x),y).} Twierdzenie {\displaystyle (p(g(x))\land q(f(x)))\implies (q(f(x))\lor r(h(y,x),y))} jest tautologią.
Spróbujmy zbudować więc interpolant, pamiętajmy jednak, że wolno nam do tego użyć jedynie predykatu {\displaystyle q} oraz symbolu funkcyjnego {\displaystyle f,} nie wolno zaś używać predykatów {\displaystyle p,r,} ani też symboli funkcyjnych {\displaystyle g} i {\displaystyle h.}
Łatwo zgadnąć, że szukanym interpolantem jest {\displaystyle q(f(x)),} gdyż istotnie zachodzi
{\displaystyle (p(g(x))\land q(f(x)))\implies q(f(x)),}
{\displaystyle q(f(x))\implies (q(f(x))\lor r(h(y,x),y)).}
W tym przykładzie interpolant można było odgadnąć dość łatwo, jednak wiemy przecież, że istnieją formuły dużo bardziej skomplikowane. Twierdzenie Craiga mówi, że interpolant istnieje zawsze, niezależnie od tego jak skomplikowane są {\displaystyle X} i {\displaystyle Y.}